# Diego Demme
Diego Demme (Herford, 21 de novembro de 1991) é um futebolista alemão que atua como volante. Atualmente, joga pelo Hertha Berlim.

## Carreira
Diego Demme começou a carreira no Arminia Bielefeld.

## Títulos
Napoli
- Copa da Itália: 2019–20
- Campeonato Italiano: 2022–23

Alemanha
- Copa das Confederações FIFA: 2017